# Soni (Nara)

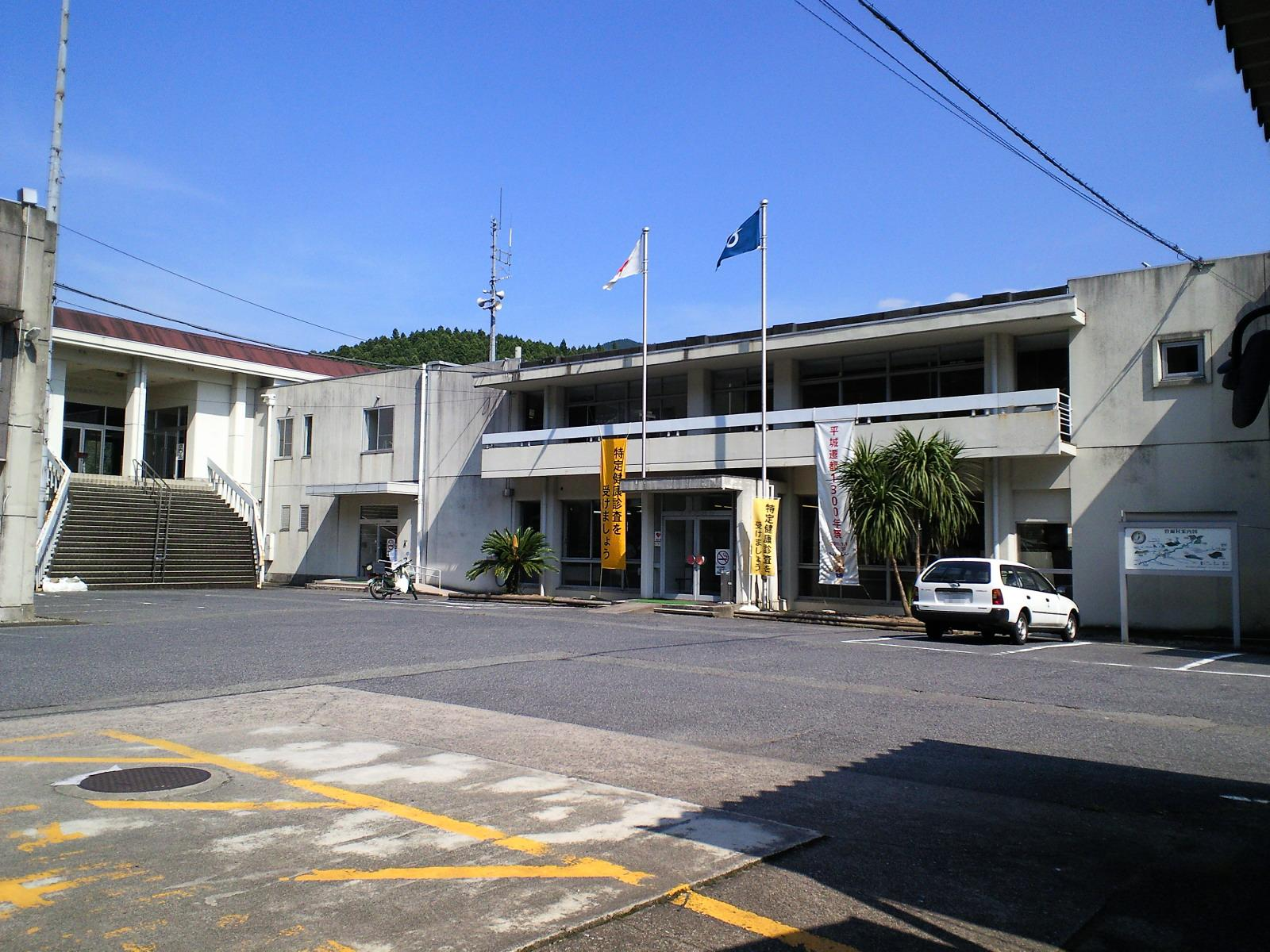
Ajuntament de Soni

Soni (曽爾村, Soni-mura) és un poble i municipi pertanyent al districte d'Uda de la prefectura de Nara, a la regió de Kansai, Japó.

## Geografia
El poble de Soni es troba localitzat a la part nord-est de la prefectura de Nara, al districte d'Uda. Soni es troba localitzat a un clima fred i moltes llars estan situades prop de la vall. Moltes muntanyes, inclosa la "roca Byōbu" (Byōbu-iwa), estan també a prop de la vall. El riu Shōrenji passa pel núcli habitat central del poble. El poble dona nom a l'altiplà de Soni. El terme municipal de Soni limita amb els de Nabari al nord i amb Tsu a l'est, tots dos pertanyents a la prefectura de Mie. A l'oest limita amb Uda i al sud amb Mitsue i Higashi-Yoshino.

### Barris
Els barris del poble són els següents:
- Igami (伊賀見)
- Imai (今井)
- Kake (掛)
- Kazura (葛)
- Konagao (小長尾)
- Shioi (塩井)
- Taroji (太良路)
- Nagao (長野)
- Yamagasu (山粕)

## Història
Des del període Nara fins a la fi del període Tokugawa, la zona on actualment es troba el municipi de Soni va formar part de l'antiga província de Yamato. L'actual poble de Soni va ser fundat l'1 d'abril de 1889 amb la creació de la llei de municipis. L'1 d'octubre de 1954, Soni va absorbir l'actual barri de Yamagasu, que fins llavors pertanyia a l'antic poble de Murō, el qual forma part de la ciutat d'Uda des de la fundació d'aquesta el 2006.

## Demografia
| 1920  | 1930  | 1940  | 1950  | 1960  | 1970  | 1980  |
| ----- | ----- | ----- | ----- | ----- | ----- | ----- |
| ND    | ND    | ND    | 4.352 | 4.433 | 3.189 | 3.083 |
| 1990  | 2000  | 2010  | 2020  | 2030  | 2040  | 2050  |
| 2.743 | 2.472 | 1.896 | 1.363 | -     | -     | -     |

## Transport

### Ferrocarril
Al terme municipal de Soni no hi ha cap estació de ferrocarril. Les estacions més properes són a les ciutats d'Uda i Nabari, la darrera a la prefectura de Mie.

### Carretera
- Nacional 369
- Xarxa de carreteres prefecturals de Mie.